# James Trafford
James Harrington Trafford, né le 10 octobre 2002, est un footballeur anglais qui évolue au poste de gardien de but au Manchester City Football Club.

## Biographie

### En club
Le 13 janvier 2022, il est prêté à Bolton Wanderers.

### En équipe nationale
Le 11 juin 2022, il fait ses débuts pour l'Angleterre espoirs.
Il participe au Championnat d'Europe en 2023, tournoi qu'il gagne sans encaisser le moindre but durant toute la compétition (six matchs). Lors de la finale face à l'Espagne (victoire 1-0), il arrête un penalty d'Abel Ruiz dans le temps additionnel du match.

## Palmarès

### En sélection nationale
- Angleterre espoirs
  - Vainqueur du Championnat d'Europe en 2023 et 2025.

### Distinctions individuelles
- Membre de l'équipe-type de D3 anglaise en 2023[3].
- Membre de l'équipe-type du Championnat d'Europe espoirs en 2023.
- Membre de l'équipe-type de D2 anglaise en 2025 (EFL Awards)[4].